# Róbert Fritsch
Róbert Attila Fritsch (29 dicembre 1994) è un lottatore ungherese, specializzato nella lotta greco-romana.

## Biografia
Si è messo in mostra a livello under 23 vincendo la medaglia d'argento agli europei di Szombathely 2017 e ai mondiali di Bydgoszcz 2017.
Agli europei di Varsavia 2021 ha vinto la medaglia di bronzo nei 72 kg. Lo stesso anno ha esordito ai campionati mondiali, classificandosi 17º a Oslo.
Si è laureato campione continentale agli europei di Budapest 2022, sconfiggendo in finale il georgiano Šmagi Bolkvadze.

## Palmarès
| Anno | Manifestazione        | Sede        | Evento | Risultato | Note |
| ---- | --------------------- | ----------- | ------ | --------- | ---- |
| 2016 | Mondiali universitari | Çorum       | 71 kg  | 8º        |      |
| 2017 | Europei U23           | Szombathely | 71 kg  | Argento   |      |
| 2017 | Mondiali U23          | Bydgoszcz   | 71 kg  | Argento   |      |
| 2018 | Mondiali universitari | Goiana      | 72 kg  | Bronzo    |      |
| 2018 | Mondiali universitari | Goiana      | 77 kg  | Bronzo    |      |
| 2019 | Europei               | Bucarest    | 72 kg  | 9º        |      |
| 2020 | Europei               | Roma        | 72 kg  | 10º       |      |
| 2021 | Europei               | Varsavia    | 72 kg  | Bronzo    |      |
| 2021 | Mondiali              | Oslo        | 72 kg  | 17º       |      |
| 2022 | Europei               | Budapest    | 72 kg  | Oro       |      |